# Hermann Wendland
Hermann Wendland (Herrenhausen, Hanover, 1825  - 1903) foi um horticultor e botânico alemão. 

## Publicações
- Die Königlichen Gärten zu Herrenhausen bei Hannover (Hanôver, 1852)
- Index palmarum, cyclanthearum, pandanearum, cycadearum, quae in hortis europaeis coluntur (Hanôver, 1854).